# Soledad (telenovela de 1969)
Soledad es una telenovela venezolana, realizada por el canal Venevisión en el año 1969. Original de Alejandro Hurtado Terán, es una versión libre basada en la obra El zoo de cristal del dramaturgo Tennessee Williams. Fue protagonizada por América Alonso y Jorge Félix, con la participación antagónica de Ivonne Attas.

## Trama
Soledad nace y a consecuencia de su nacimiento su madre muere. Ella es única hija y queda viviendo con su padre en una gran mansión. La muerte de la madre constituye un abismo entre padre e hija, así que la pobre Soledad es dominada por su tiránico y despótico padre. Ella crece sin conocer los placeres de la vida y se convierte en una joven apocada y temerosa, muy distinta a como fue su madre. En la casa también vive Bertha, la tía de Soledad, quien tiene una hija llamada Lolita. Soledad pese a su riqueza es una chica muy desdichada y no deja de soñar con encontrar al hombre de sus sueños, por su parte un apuesto y seductor galán entra a trabajar en la empresa del padre de Soledad, este joven está buscando una solución fácil a su vida, quiere la seguridad financiera a través de una mujer y su sueño es encontrar a una heredera rica, sola y hermosa. Por eso cuando conoce a Soledad, su fortuna atrae al playboy, ella cumple con los requisitos a excepción de que no le parece atractiva, más aún si la compara con Lolita, la inescrupulosa prima de Soledad, de la que él se ha apasionado. Pese a eso, decide conquistar a Soledad, pero el día de la boda la deja plantada, pero al pasar del tiempo regresa a buscarla. 

## Elenco
- América Alonso ... Soledad
- Jorge Félix ... Carlos
- Ivonne Attas ... Lolita
- Esperanza Magaz
- Orángel Delfín
- Néstor Zavarce
- Hugo Pimentel
- Hilda Breer ... Bertha
- Sonia Glenn
- Lucila Herrera
- Martha Lancaster
- Chela D'Gar
- Enrique Alzugaray ... Dr. Jorge
- Julio Jung
- Soraya Sanz ... Ramona

## Versiones
- (Argentina) Soledad, un destino sin amor, realizada por Canal 9 en el año 1970, producida por Gerardo González, y protagonizada por Marta González y Miguel Bermúdez.

- (Venezuela) Por Amarte Tanto, realizada por Venevisión en el año 1993, producida por Omar Pin, y protagonizada por Viviana Gibelli y Jean Carlo Simancas.